# Unité des communes valdôtaines du Grand-Paradis
L'Unité des communes valdôtaines du Grand-Paradis réunit 12 communes valdôtaines.
- Arvier
- Avise
- Aymavilles
- Cogne
- Introd
- Rhêmes-Notre-Dame
- Rhêmes-Saint-Georges
- Saint-Nicolas
- Saint-Pierre
- Sarre
- Valsavarenche
- Valgrisenche
- VIlleneuve

Son nom dérive du Grand Paradis et du massif du même nom, dans le val de Cogne, et du parc national du même nom, le premier parc national italien.
Le but principal est celui de favoriser le développement des communes, la préservation de l'environnement et la sauvegarde des traditions et de la culture locales.
Les directives de travail des dernières années se sont concentrées notamment sur :
- Le développement et la sauvegarde des alpages ;
- Le développement du tourisme.